# Zmiany zabarwienia roślin

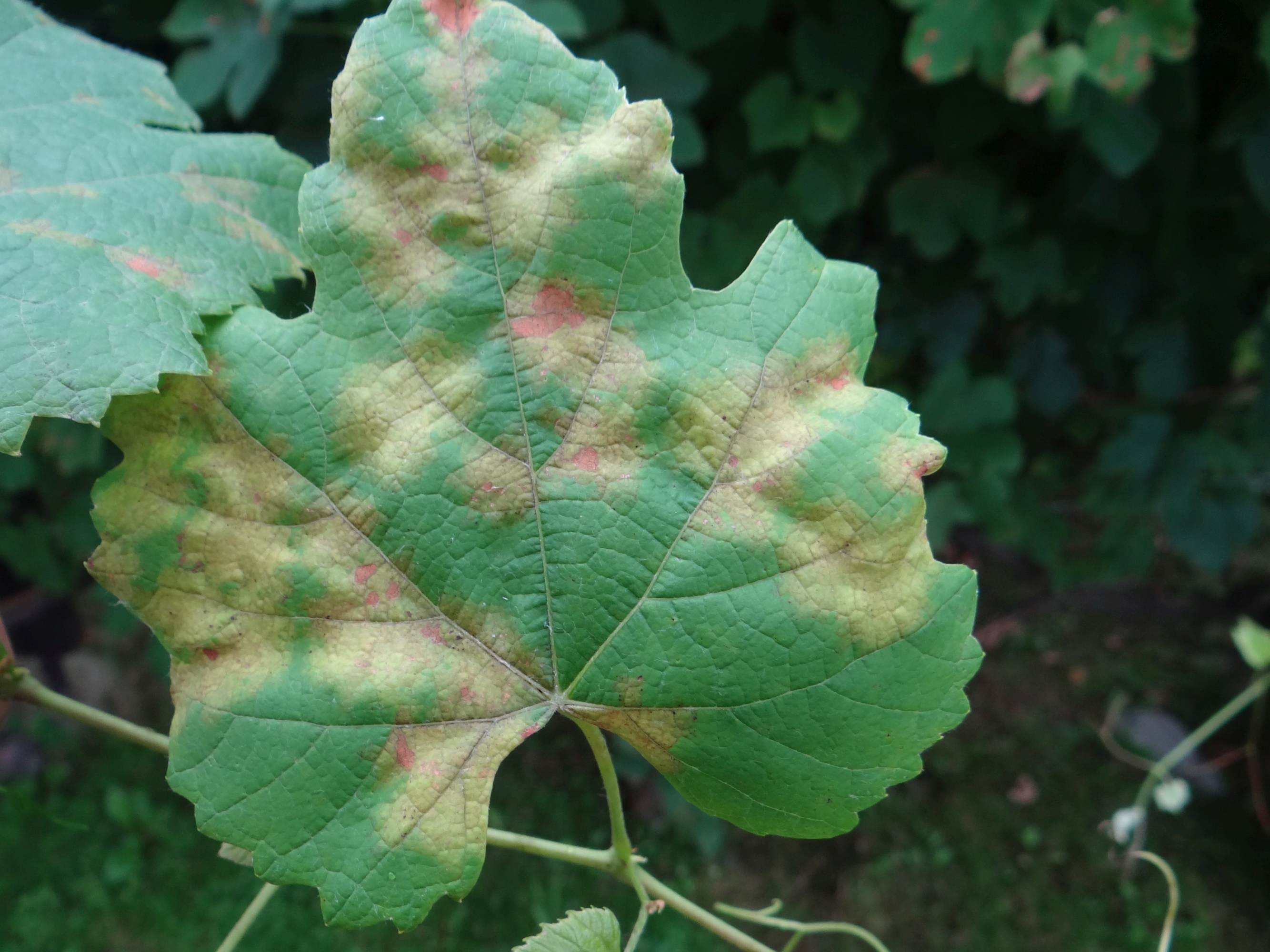
Mozaika na liściach winorośli – objaw mączniaka rzekomego winorośli

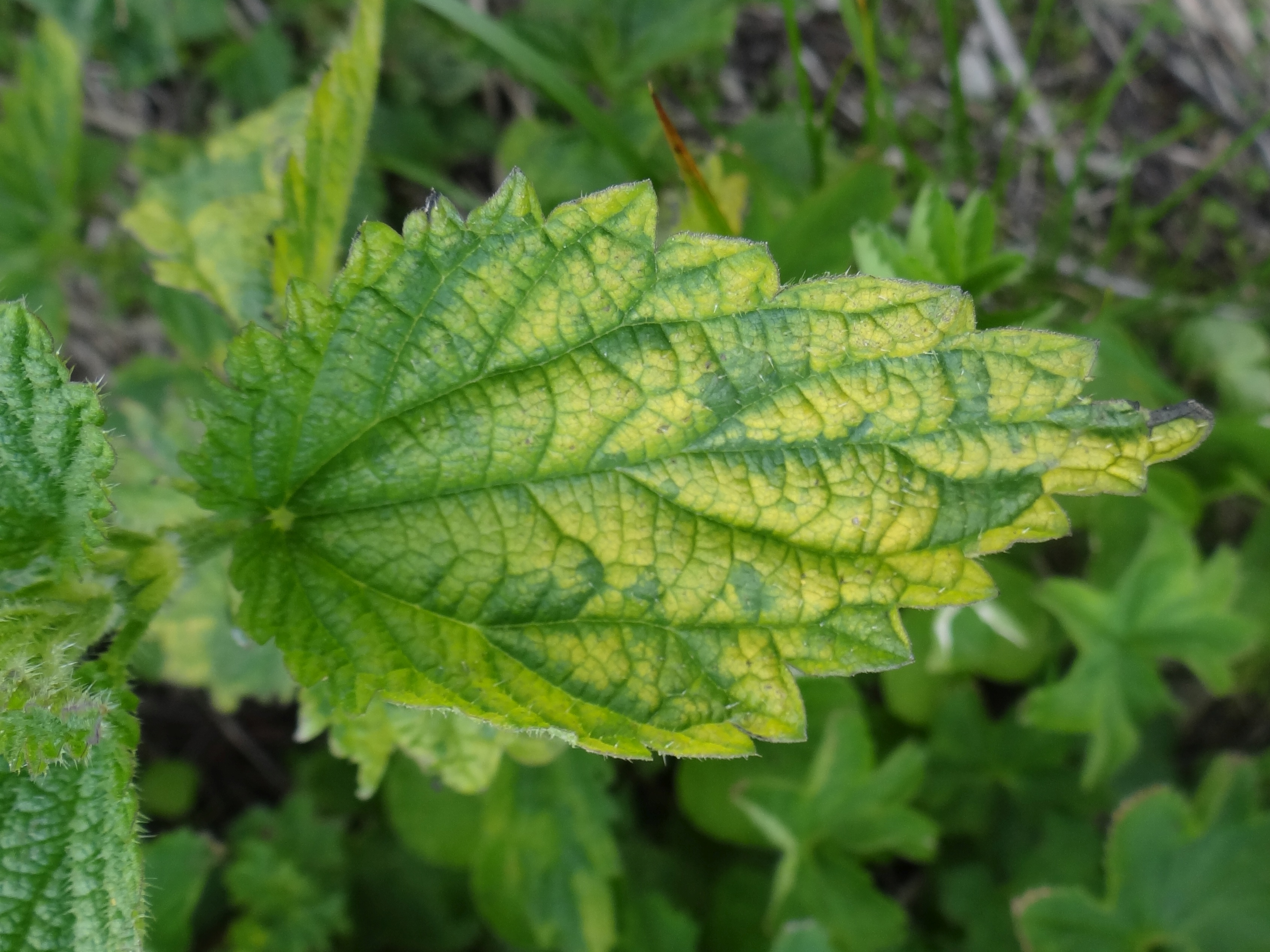
Chlorotyczne plamy na liściu pokrzywy

Zmiany zabarwienia roślin lub przebarwienia – jeden z objawów chorobowych, objawiający się tym, że któraś z części chorej rośliny na powierzchni lub wewnątrz ma inną barwę niż roślina zdrowa. Przebarwienia to jeden z najczęstszych objawów chorobowych u roślin. Może obejmować całą roślinę lub tylko niektóre jej fragmenty. Wyróżnia się wiele rodzajów przebarwień:
- chloroza (żółtaczka) – ma postać białych lub żółtych plam, a powstaje w wyniku zahamowania syntezy chlorofilu. Może być skutkiem braku magnezu, żelaza lub azotu lub może być wywołana infekcją patogenów. Bardzo często tego typu przebarwienia są objawem chorób wirusowych lub powodowanych przez lęgniowce.
- mozaika – rodzaj przebarwień chlorotycznych, który występuje tylko na niektórych miejscach liścia lub innej części rośliny. Gdy przebarwień tych jest wiele, tworzą się mozaiki o różnych wzorach. U roślin jednoliściennych zazwyczaj mają postać smug, u roślin dwuliściennych czasami tworzą pierścienie lub półpierścienie (np. przy szarce u śliw). Wyróżnia się wśród nich mozaiki łagodne, gdy plamy są słabo oddzielone i mozaiki ostre, gdy plamy są ostro odgraniczone.
- plamistość liści - różniące się barwą plamy na liściach spowodowane przez rozwój w tym miejscu patogena. Są charakterystyczne dla wielu chorób wywołanych przez grzyby, lęgniowce lub bakterie.
- czerwienienie roślin – może być spowodowane zarówno czynnikami nieinfekcyjnymi, jak i infekcjami. Np. czerwienienie całych roślin sałaty zdarza się podczas wiosennych chłodów i jest skutkiem wytwarzania zbyt dużej ilości antocyjanów. Czerwone plamy na liściach truskawki są zaś skutkiem działania patogenu powodującego czerwoną plamistość liści truskawki.
- pstrość kwiatów lub rozbicie barwy – tą nazwą określa się zmiany barwy na kwiatach spowodowane np. zakłóceniami w syntezie antocyjanów odpowiadających za barwę kwiatów. Takie zmiany występują np. w chorobie zwanej pstrością kwiatów tulipana.